# Europejski Instytut ds. Równości Kobiet i Mężczyzn

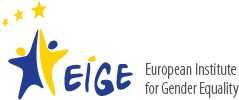
Logo instytutu

Europejski Instytut ds. Równości Kobiet i Mężczyzn (ang. European Institute for Gender Equality, fr. Institut europeen pour l'égalite entre les hommes et les femmes ) – agencja Unii Europejskiej z siedzibą w Wilnie, która rozpoczęła swoją działalność w 2007 r. Instytut został utworzony rozporządzeniem Rady Unii Europejskiej nr 1922/2006 dnia 20 grudnia 2006 r.
Finansowany przez Komisję Europejską, z budżetem w wysokości 52,5 mln €, Instytut ma wspierać instytucje wspólnotowe oraz kraje członkowskie w promowaniu równego traktowania kobiet i mężczyzn oraz w walce z dyskryminacją płci. Instytut będzie gromadził, analizował i rozpowszechniał wiarygodne dane oraz informacje potrzebne decydentom. Będzie również posiadał centrum dokumentacji oraz bibliotekę, które będą publicznie dostępne.
Zarząd Instytutu składa się z osiemnastu przedstawicieli państw członkowskich UE wyznaczanych przez Radę Unii Europejskiej oraz jednego członka reprezentującego Komisję Europejską. Forum Ekspertów, jako jeden z organów Instytutu składa się z delegatów wyznaczanych przez kraje członkowskie UE (27), Parlament Europejski (2), Komisja Europejska (3), organizacje pozarządowe oraz organizacje pracodawców i pracowników.